# Day26
Day26 (alternative Schreibweise Day 26) ist eine amerikanische Contemporary-R&B-Band. Sie entstand im Sommer 2007 im Rahmen der Castingshow Making the Band, die im Programm des Musiksenders MTV ausgestrahlt wurde. Der Name der Band bezieht sich auf den 26. August 2007, das Datum der Ausstrahlung der letzten Episode der Show. Das Quintett wird von dem Rapper Sean Combs alias P.Diddy produziert. Nach einer kommerziell erfolgreichen Phase löste sich die Band 2012 auf und formierte sich 2014 neu.

## Bandgeschichte
Day26 wurde für die 2007er Ausgabe der MTV-Castingshow Making the Band gecastet. Im Rahmen der Finalshow am 26. August 2007 gewann die Band den Wettbewerb und erhielt einen Plattenvertrag bei Sean Combs Label Bad Boy Entertainment. Produziert von Mario Winans erschien Anfang 2008 die Debüt-Single Got Me Going, gefolgt am 25. März 2008 vom selbstbetitelten Debütalbum. Dieses erreichte mit 198.945 verkaufter Kopien in der Veröffentlichungswoche Platz 1 der amerikanischen Albumcharts Billboard 200. 2009 folgte das zweite Album Forever in a Day. Im Herbst 2009 gab die Band die Trennung von Bad Boy Entertainment und den Verbleib bei dessen bisherigem Distributor Atlantic Records bekannt. Zugleich kündigte Day26 an, Anfang 2010 ins Studio gehen und das dritte Album aufnehmen zu wollen. Im Dezember bestätigte Qwanell Mosley, dass er die Band aufgrund persönlicher Differenzen verlassen habe. Ein drittes Album wurde nicht veröffentlicht und Mitte 2012 gaben die verbliebenen vier Mitglieder die Auflösung von Day26 bekannt.
Ende 2013 wurden Gerüchte bestätigt, dass sich die Band in ihrer Originalbesetzung für eine Comeback-Tournee wiedervereinigen wird. Mitte 2014 erschien die Download-EP The Return. Neben der Band widmen sich die meisten Mitglieder ihren Solokarrieren, trotzdem bezeichnete Willie Taylor Ende 2014 die Band Day26 als den Mittelpunkt.

## Diskografie
Alben
- 2008: Day26
- 2009: Forever in a Day

EPs und Singles
- 2008: Got Me Going
- 2008: Since You’ve Been Gone
- 2009: Imma Put It on Her (featuring P. Diddy & Yung Joc)
- 2009: Stadium Music
- 2009: So Good
- 2014: The Return (EP)

## Belege
1. 1 2  US-Charthistorie, abgerufen am 8. Mai 2015
2. ↑  Biografie von Day26 bei AllMusic (englisch). Abgerufen am 8. Mai 2015.
3. ↑  Latifah Muhammad: Day 26 Split From Diddy’s Bad Boy Label. In: TheBoomBox.com. 23. November 2009, abgerufen am 8. Mai 2015 (englisch).
4. ↑  Jocelyn Vena: Qwanell ‘Que’ Mosley Explains Why He Left Day26. In: mtv.com. 21. Dezember 2009, archiviert vom Original (nicht mehr online verfügbar) am 18. Mai 2015; abgerufen am 8. Mai 2015 (englisch).  Info: Der Archivlink wurde automatisch eingesetzt und noch nicht geprüft. Bitte prüfe Original- und Archivlink gemäß Anleitung und entferne dann diesen Hinweis.
5. ↑  Adelle Platon: DAY26 Announces Split, Will Focus On Individual Project. In: vibe.com. 16. Juli 2012, abgerufen am 8. Mai 2015 (englisch).
6. ↑  Mikey Fresh: Are You Ready For A Day 26 Reunion? In: vibe.com. 18. Dezember 2013, abgerufen am 8. Mai 2015 (englisch).
7. ↑  Interview: Willie Taylor Talks New Mixtape, Day26 Future Plans, Building His Own Brand. In: YouKnowIGotSoul.com. 23. November 2014, abgerufen am 8. Mai 2015 (englisch).